# Cássio Cunha Lima
Cássio Rodrigues da Cunha Lima GCM • GOMM (Campina Grande, 5 de abril de 1963) é um advogado e político brasileiro, filiado ao Partido Da Social Democracia Brasileira   (PSDB).
Foi prefeito de Campina Grande por três mandatos, deputado federal por dois mandatos, governador da Paraíba por duas vezes e senador pela Paraíba por dois mandatos, tendo sido presidente interino do Senado de 2 a 8 de maio de 2017.

## Biografia
Formado em Direito pela Faculdade de Ciências Jurídicas da Universidade Estadual da Paraíba (UEPB). Iniciou a sua trajetória política como representante dos estudantes secundaristas na luta pela anistia. Foi diretor do Centro Acadêmico de Direito da Universidade Federal da Paraíba (UFPB) e presidente do Centro Acadêmico de Direito Sobral Pinto, da UEPB. É filho de Ronaldo e Glória Cunha Lima e tem três irmãos: Ronaldo Filho, Savigny e Glauce. É advogado, formado em Direito pela Faculdade de Ciências Jurídicas da Universidade Estadual da Paraíba. Pai de três filhos com Sílvia Almeida: Diogo, Marcela e Pedro, e de Vinícius, nascido em 2017, do seu casamento com Jacilene Azevedo Cunha Lima. 
Em 2003, foi admitido pelo presidente Jorge Sampaio à Ordem do Mérito de Portugal já em seu último grau, a Grã-Cruz. Em 2006, foi admitido por Luiz Inácio Lula da Silva à Ordem do Mérito Militar no grau de Grande-Oficial especial.

## Carreira política
- 1986: Iniciou sua vida pública ao eleger-se deputado federal constituinte pelo PMDB, aos 23 anos, sendo, na ocasião, um dos deputados mais jovens do Brasil. Naquele ano obteve 93.236 votos.
- 1988: É eleito prefeito de Campina Grande pela 1ª vez com 53.720 votos (52,3% do total). Na prefeitura, durante seu governo foram construídos o Ginásio de Esporte "O Meninão", "Museu Vivo da Ciência", reformou a Maternidade, transformando-a em "Instituto de Saúde Elpídio de Almeida" (ISEA), e ampliou significativamente o índice de saneamento básico da cidade.
- 1992: Concluiu o seu primeiro mandato de prefeito. Em seguida, foi nomeado superintendente da Superintendência do Desenvolvimento do Nordeste (Sudene), cargo pelo qual ocupou de 1992 a 1994.
- 1994: Foi eleito deputado federal pela segunda vez com 157.609 votos (16,4% do total) e chegou a ser vice-líder do partido (PMDB) na Câmara.
- 1996: É eleito prefeito de Campina Grande pela 2ª vez com 72.185 votos (48,30% dos votos).
- 2000: É eleito prefeito de Campina Grande pela 3ª vez com 122.718 votos (71,35% dos votos).
- 2001: Desfilia-se do PMDB e ingressa no PSDB.
- 2002: Renuncia ao cargo de prefeito de Campina Grande para candidatar-se a governador da Paraíba pelo PSDB, sendo eleito em segundo turno com 889.922 votos (51,35% dos votos) derrotando o então governador e candidato a reeleição Roberto Paulino do PMDB. No primeiro turno obteve 752.297 votos (47,2% dos votos).
- 2003: Toma posse como governador da Paraíba.
- 2006: É candidato à reeleição, derrotando no segundo turno, o então senador e ex-governador José Maranhão do PMDB com 1.003.102 votos (51,35% dos votos). No primeiro turno obteve 943.922 votos (49,67% dos votos).
- 2007: É cassado pelo Tribunal Regional Eleitoral da Paraíba, no dia 30 de julho de 2007 por suposto uso de um programa social em benefício de sua candidatura à reeleição durante o período eleitoral de 2006. Dois dias depois, o Tribunal Superior Eleitoral concede uma liminar que lhe garante no cargo de governador até o julgamento final do processo no TSE. Em 10 de dezembro de 2007, Cássio é novamente cassado pelo TRE por suposto uso eleitoreiro do Jornal estatal "A União" também durante a campanha eleitoral de 2006. Através de uma nova liminar, consegue permanecer no cargo.
- 2008: Tem a sua cassação pelo "Caso FAC" no TRE, confirmada no TSE em 20 de novembro de 2008. Apesar disso, consegue uma nova medida cautelar, por cinco votos a dois, tendo assim tem o direito de ficar no poder até que saia o resultado final do processo.
- 2009: Após julgamento de embargos impetrados ainda em 2008, tem seu mandato cassado em definitivo no dia 17 de fevereiro de 2009, assumindo em seu lugar o segundo colocado nas  eleições de 2006, o senador José Maranhão.[7]

### Senado Federal

#### Eleições 2010
Elegeu-se senador em 2010 com 1 004 183 votos, porém teve seu registro de candidatura negado pelo TRE e pelo Tribunal Superior Eleitoral (TSE), com base na Lei Ficha Limpa, ficando impossibilitado de assumir o cargo de imediato. Apenas depois que o Supremo Tribunal Federal decidiu, em 23 de março de 2011, não retroagir a Lei Ficha Limpa, fazendo-a valer somente a partir das eleições municipais de 2012, teve direito de assumir uma cadeira no Senado Federal. O STF determinou, no dia 19 de outubro de 2011, a imediata comunicação ao TSE da decisão do ministro Joaquim Barbosa, que permitia a posse de Cássio Cunha Lima como senador da Paraíba. Com a decisão do STF no sentido de que a lei da Ficha Limpa não se aplicava às eleições de 2010, o político teve seu registro de candidatura deferido pelo STF no Recurso Extraordinário (RE) 634250, possibilitando assim tomar posse no Senado em 7 de novembro de 2011.
Em 2012, foi indicado pelo PSDB para compor a CPMI do Cachoeira, criada para investigar a atuação do empresário de jogos ilegais Carlos Augusto Ramos, o Carlinhos Cachoeira, e suas ligações com agentes públicos e privados no Crime organizado.

#### Eleições 2014
Em 2014, candidatou-se para mais um mandato de governador da Paraíba. Durante a campanha, foi considerado como franco favorito para vitória, onde liderou a maioria das pesquisas. Terminou o primeiro turno como o candidato mais votado, no entanto, perdeu a eleição de virada no segundo turno para o seu ex-aliado político e governador candidato a reeleição Ricardo Coutinho do PSB, que foi reeleito com 52,61% dos votos contra seus 47,39%.
Tornou-se líder do PSDB no Senado Federal em 2015 e foi um dos defensores do impeachment de Dilma Rousseff desde então. Após a aprovação do impeachment de Dilma Rousseff no Senado, em 31 de agosto, Cássio solicitou licença sem vencimentos do mandato por quatro meses para realização de procedimento médico e cuidar de assuntos particulares. Com isso o empresário Deca do Atacadão, primeiro-suplente, assumiu o exercício do mandato.
Em 2017, reassumiu seu mandato e logo em seguida foi eleito 1.º vice-presidente do Senado Federal na chapa do presidente eleito Eunício Oliveira (PMDB-CE).
Em outubro de 2017 votou a favor da manutenção do mandato do senador Aécio Neves derrubando decisão da Primeira Turma do Supremo Tribunal Federal no processo onde ele é acusado de corrupção e obstrução da justiça por solicitar dois milhões de reais ao empresário Joesley Batista.

#### Eleições 2018
Disputou a reeleição ao senado nas eleições na Paraíba em 2018, porém não obteve êxito. Com duas vagas disponíveis, terminou a apuração em quarto lugar, com 17,5% dos votos válidos, atrás dos dois eleitos Veneziano Vital do Rêgo e Daniella Ribeiro, e também de Luiz Couto.

## Controvérsias

### Operação Lava Jato

#### Planilhas apreendidas pela PF
Na 23ª fase da Operação, o político é citado em planilhas apreendidas pela Polícia Federal com a sigla "CCL", mostrando que ele provavelmente teria recebido doação da empresa Odebrecht (atual Novonor) no valor de R$ 500 mil. Em outra parte das planilhas, seu nome é citado num repasse de R$ 250 mil. São quatro doações que juntas formam R$ 4.400,00, por meio do então candidato a deputado estadual Tovar Correia Lima (PSDB), que em 30 de setembro de 2014, recebeu da construtora a doação de R$ 50 mil em espécie.
De acordo com dados pegos no Sistema de Prestação de Contas Eleitorais, em 2014, quando concorreu o mandato de governador no estado da Paraíba, ele teve quatro doações oficiais – contabilizadas pela Justiça Eleitoral – oriundas da construtora. Duas foram em 1º de outubro (R$ 700,00 e R$ 1.500,00) e mais duas em 4 de outubro (R$ 700,00 e R$ 1.500,00).

#### Lista de Fachin
O político foi incluído na lista dos alvos de investigação na Operação Lava Jato, elaborada pelo relator do processo, ministro Edson Fachin em abril de 2017. Fachin autorizou abertura de inquérito para investigar Cássio, já que ele seria suspeito de receber R$ 800 mil em vantagens indevidas para beneficiar a Odebrecht. Num vídeo divulgado nas redes sociais, o senador disse que recebeu doações legais, defendeu as investigações e que tem patrimônio compatível com a renda.

#### Desvinculação com a Operação Lava Jato
Em despacho ocorrido no final do mês de julho de 2017, o ministro Edson Fachin excluiu o senador Cássio Cunha Lima da lista dos alvos de investigação da Operação Lava Jato, e devolveu o processo para a presidente do STF, para redistribuição. Assim, Cássio deixou de ser investigado na Operação, passando apenas a ser investigado quanto à suspeita de receber recursos provenientes de caixa dois. No dia 10 de agosto do mesmo ano, o inquérito foi redistribuído ao ministro Gilmar Mendes, a pedido do procurador-geral da República, Rodrigo Janot, por concluir que não havia conexão do caso com as irregularidades investigadas na Lava Jato. Cunha Lima refutou a irregularidade e relatou que recebeu doação de 200 mil reais da Braskem, valor contabilizado na sua campanha ao governo paraibano em 2014, que foi declarado à Justiça Eleitoral.

### Cassação
Cássio Rodrigues da Cunha Lima foi condenado por abuso de poder político e teve seu mandato como governador cassado. Ele foi condenado por, segundo a justiça, ter realizado um programa de assistência social sem lei específica, versão que ele sempre contestou.
Ocorrências na Justiça e Tribunais de Contas:
TRE-PB - Representação nº 215/2006 - Teve o mandato de governador cassado em ação de investigação judicial por  conduta vedada a agente público.e pagamento de multa. Recorreu, mas decisão foi mantida no TSE e no STF: TSE - Processo nº 3173419.2007.600.0000 e STF - Agravo de Instrumento nº 760103/2009.
TRE-PB - Representação nº 251/2006 - Foi condenado a pagamento de multa em ação de investigação judicial por abuso de poder político e conduta vedada a agente público. O parlamentar recorre da decisão: TSE - Processo nº 4716474.2008.600.0000